# On a Mission
«On a Mission» es una canción de la cantautora australiana Gabriella Cilmi de su segundo álbum de estudio, Ten (2010). La canción fue lanzada como primer sencillo del álbum en Australia el 5 de febrero de 2010 y en el Reino Unido el 7 de marzo de 2010. La canción ha sido elogiada por los críticos musicales de su disco/ sonido electrónico orientado.El video musical fue dirigido por Michael Gracey y está inspirado en gran medida por la película de ciencia ficción Barbarella de 1968. Un remix de la canción cuenta con el rapero estadounidense Eve.

## Antecedentes
En Una Entrevista en Digital Spy editor con el editor musical Nick Levine, Cilmi dijo: "Supongo que va a sorprender a la gente que pensaba que yo iba a hacer Sweet About Me parte dos". Me sorprendí cuando grabé "On a Mission" y cambió totalmente el disco completo en una nueva dirección. Me ha gustado tocar con todos mis amigos y ver sus reacciones-sin duda no se lo esperaba tampoco. "  Y añadió: "Me gusta pensar en él como I Will Survive para el siglo 21. Se trata de desatar su superhéroe interior y hacer lo que tiene que hacer para llegar a donde usted necesita estar - no importa cuántas paredes de ladrillos tenga que romper en el camino. Tenía muchas ganas de hacer una pista con una influencia disco también y algo que se apague en vivo! Y no es sólo para las mujeres – actualmente co-escribo con un hombre calvo grande!"

## Posicionamiento
| Listas (2010)                | Posiciones |
| ---------------------------- | ---------- |
| Australian Singles Chart     | 16         |
| Belgian Tip Chart (Flanders) | 6          |
| Belgian Tip Chart (Wallonia) | 6          |
| Czech Airplay Chart          | 53         |
| Dutch Top 40                 | 30         |
| European Hot 100 Singles     | 30         |
| MTV World Top 10             | 1(x7)      |
| Hungarian Singles Chart      | 10         |
| Slovak Airplay Chart         | 42         |
| UK Singles Chart             | 9          |